# AFC Champions League 2010
AFC Champions League 2010 là phiên bản thứ 29 của giải bóng đá cấp câu lạc bộ cấp cao nhất châu Á được tổ chức bởi Liên đoàn bóng đá châu Á (AFC), và lần thứ 8 dưới tên gọi AFC Champions League hiện tại. Trận chung kết được tổ chức tại sân vận động quốc gia Tokyo vào ngày 13 tháng 11 năm 2010. Đội vô địch, Seongnam Ilhwa Chunma, tham dự Giải vô địch bóng đá thế giới các câu lạc bộ 2010 tại UAE.

## Phân bổ đội của các hiệp hội

### Bảng xếp hạng các giải vô địch quốc gia của AFC
Bản mẫu:Col-float-begin
| Xếp hạng | Hiệp hội thành viên | Điểm (tổng 500) | Số dội | Tham dự   | Tham dự   | Tham dự |
| Xếp hạng | Hiệp hội thành viên | Điểm (tổng 500) | Số dội | Vòng bảng | Vòng loại | AFC Cup |
| -------- | ------------------- | --------------- | ------ | --------- | --------- | ------- |
| 4        | Ả Rập Xê Út         | 365             | 12     | 4         | 0         | 0       |
| 5        | UAE                 | 356             | 12     | 3         | 1         | 0       |
| 7        | Iran                | 340             | 18     | 4         | 0         | 0       |
| 9        | Uzbekistan          | 289             | 16     | 2         | 0         | 1       |
| 10       | Qatar               | 270             | 10     | 2         | 0         | 0       |
| 13       | Ấn Độ               | 202             | 10     | 0         | 1         | 1       |

|  | Meet the criteria        |
|  | Do not meet the criteria |

| Xếp hạng | Hiệp hội thành viên | Điểm (tổng 500) | Số dội | Tham dự   | Tham dự   | Tham dự |
| Xếp hạng | Hiệp hội thành viên | Điểm (tổng 500) | Số dội | Vòng bảng | Vòng loại | AFC Cup |
| -------- | ------------------- | --------------- | ------ | --------- | --------- | ------- |
| 1        | Nhật Bản            | 470             | 18     | 4         | 0         | 0       |
| 2        | Hàn Quốc            | 441             | 14     | 4         | 0         | 0       |
| 3        | Trung Quốc          | 431             | 16     | 4         | 0         | 0       |
| 6        | Australia           | 343             | 7+1†   | 2         | 0         | 0       |
| 8        | Indonesia           | 296             | 18     | 1         | 1         | 0       |
| 11       | Singapore           | 279             | 12     | 0         | 1         | 1       |
| 12       | Thái Lan            | 221             | 16     | 0         | 1         | 1       |
| 14       | Việt Nam            | 191             | 14     | 0         | 0         | 2       |

† Một trong các câu lạc bộ ở A-League, Wellington Phoenix, là câu lạc bộ của New Zealand, quốc gia thành viên của OFC, vì vậy không đủ điều kiện tham dự ACL.

### Phân bổ các khu vực
Vòng loại (8 đội)
- United Arab Emirates,  Indonesia,  Singapore,  Thái Lan,  India,  Việt Nam mỗi hiệp hội có 1 đội tham dự
- Tham dự trận chung kết AFC Cup 2009

Tuy nhiên,  Al Kuwait, đội vô địch AFC Cup 2009, bị loại vì giải vô địch quốc nội của họ không đủ điều kiện cho Champions League.
Vòng bảng (32 đội)
- 2 đội thắng vòng loại
- 4 đội tham dự:  Iran,  Trung Quốc,  Nhật Bản,  Hàn Quốc,  Ả Rập Xê Út
- 3 đội tham dự:  Các Tiểu Vương quốc Ả Rập Thống nhất
- 2 đội tham dự:  Australia,  Uzbekistan,  Qatar
- 1 đội tham dự:  Indonesia

## Các đội tham dự
Chú thích:
- TH: Đương kim vô địch
- AC 2nd: Á quân AFC Cup
- 1st, 2nd, 3rd,...: Vị trí tại giải quốc nội
- CW: Đội vô địch cúp quốc gia

| Tây Á                    | Tây Á                   | Tây Á                        | Tây Á                       |
| ------------------------ | ----------------------- | ---------------------------- | --------------------------- |
| Esteghlal (1st)          | Al-Ittihad (1st)        | Al-Ahli (1st)                | Al-Sadd (2nd)               |
| Zob Ahan (2nd, CW)       | Al-Shabab (CW)          | Al-Ain (CW)                  | Bunyodkor (1st)             |
| Mes Kerman (3rd)         | Al-Hilal (2nd)          | Al-Jazira (2nd)              | Pakhtakor (CW)              |
| Sepahan (4th)            | Al-Ahli (3rd)           | Al-Gharafa (1st, CW)         |                             |
| Đông Á                   |                         |                              |                             |
| Pohang SteelersTH (3rd)  | Sơn Đông Lỗ Năng (4th)  | Sanfrecce Hiroshima (4th)    | Melbourne Victory (1st, CW) |
| Bắc Kinh Quốc An (1st)   | Kashima Antlers (1st)   | Jeonbuk Hyundai Motors (1st) | Adelaide United (2nd)       |
| Changchun Yatai (2nd)    | Kawasaki Frontale (2nd) | Suwon Samsung Bluewings (CW) | Persipura Jayapura (1st)    |
| Henan Construction (3rd) | Gamba Osaka (3rd, CW)   | Seongnam Ilhwa Chunma (2nd)  |                             |

| Tây Á            | Tây Á                    | Đông Á                  | Đông Á                       |
| ---------------- | ------------------------ | ----------------------- | ---------------------------- |
| Al-KaramahAC 2nd | Churchill Brothers (1st) | Sriwijaya (CW)          | Singapore Armed Forces (1st) |
| Al-Wahda (4th)   |                          | Muangthong United (1st) | SHB Đà Nẵng (1st)            |

## Vòng loại
Các đội được chia ra hai khu vực. Đông Á có 4 đội trong khi Tây Á có 3 đội sau khi đội vô địch AFC Cup Kuwait SC không đủ điều kiện tham dự vòng loại. Lễ bốc thăm vòng loại diễn ra vào ngày 7 tháng 12 năm 2009 tại Kuala Lumpur, Malaysia. Tất cả các đội bị loại tham dự AFC Cup 2010.
| Đội 1                  | Tỉ số            | Đội 2              |
| Bán kết Tây Á          | Bán kết Tây Á    | Bán kết Tây Á      |
| ---------------------- | ---------------- | ------------------ |
| Al-Karamah             | 0–1              | Al-Wahda           |
| Chung kết Tây Á        |                  |                    |
| Al-Wahda               | 5–2              | Churchill Brothers |
| Bán kết Đông Á         |                  |                    |
| Singapore Armed Forces | 3–0              | Sriwijaya          |
| SHB Đà Nẵng            | 0–3              | Muangthong United  |
| Chung kết Đông Á       |                  |                    |
| Singapore Armed Forces | 0–0 (h.p.)(4–3p) | Muangthong United  |

## Vòng bảng
Lễ bốc thăm vòng bảng diễn ra vào ngày 7 tháng 12 năm 2009 tại Kuala Lumpur, Malaysia.

### Bảng A
| VT | Đội        | ST | T | H | B | BT | BB | HS | Đ  | Giành quyền tham dự |     | GHA | EST | AHL | JAZ |
| -- | ---------- | -- | - | - | - | -- | -- | -- | -- | ------------------- | --- | --- | --- | --- | --- |
| 1  | Al-Gharafa | 6  | 4 | 1 | 1 | 11 | 9  | +2 | 13 | Vòng 16 đội         |     |     | 1–1 | 3–2 | 4–2 |
| 2  | Esteghlal  | 6  | 3 | 2 | 1 | 9  | 5  | +4 | 11 | Vòng 16 đội         |     | 3–0 |     | 2–1 | 0–0 |
| 3  | Al-Ahli    | 6  | 2 | 0 | 4 | 11 | 9  | +2 | 6  |                     |     | 0–1 | 1–2 |     | 5–1 |
| 4  | Al-Jazira  | 6  | 1 | 1 | 4 | 6  | 14 | −8 | 4  |                     | 1–2 | 2–1 | 0–2 |     |     |

### Bảng B
| VT | Đội               | ST | T | H | B | BT | BB | HS  | Đ  | Giành quyền tham dự |     | ZOB | BUN | ITT | WAH |
| -- | ----------------- | -- | - | - | - | -- | -- | --- | -- | ------------------- | --- | --- | --- | --- | --- |
| 1  | Zob Ahan          | 6  | 4 | 1 | 1 | 8  | 3  | +5  | 13 | Vòng 16 đội         |     |     | 3–0 | 1–0 | 1–0 |
| 2  | Bunyodkor         | 6  | 3 | 1 | 2 | 10 | 7  | +3  | 10 | Vòng 16 đội         |     | 0–1 |     | 3–0 | 4–1 |
| 3  | Al-Ittihad Jeddah | 6  | 2 | 2 | 2 | 9  | 7  | +2  | 8  |                     |     | 2–2 | 1–1 |     | 4–0 |
| 4  | Al-Wahda          | 6  | 1 | 0 | 5 | 3  | 13 | −10 | 3  |                     | 1–0 | 1–2 | 0–2 |     |     |

### Bảng C
| VT | Đội       | ST | T | H | B | BT | BB | HS | Đ  | Giành quyền tham dự |     | SHB | PAK | SEP | AIN |
| -- | --------- | -- | - | - | - | -- | -- | -- | -- | ------------------- | --- | --- | --- | --- | --- |
| 1  | Al-Shabab | 6  | 3 | 1 | 2 | 10 | 8  | +2 | 10 | Vòng 16 đội         |     |     | 2–1 | 1–1 | 3–2 |
| 2  | Pakhtakor | 6  | 3 | 0 | 3 | 8  | 10 | −2 | 9  | Vòng 16 đội         |     | 1–3 |     | 2–1 | 3–2 |
| 3  | Sepahan   | 6  | 2 | 2 | 2 | 5  | 5  | 0  | 8  |                     |     | 1–0 | 2–0 |     | 0–0 |
| 4  | Al-Ain    | 6  | 2 | 1 | 3 | 8  | 8  | 0  | 7  |                     | 2–1 | 0–1 | 2–0 |     |     |

### Bảng D
| VT | Đội        | ST | T | H | B | BT | BB | HS | Đ  | Giành quyền tham dự |     | HIL | MES | SAD | AHL |
| -- | ---------- | -- | - | - | - | -- | -- | -- | -- | ------------------- | --- | --- | --- | --- | --- |
| 1  | Al-Hilal   | 6  | 3 | 2 | 1 | 11 | 7  | +4 | 11 | Vòng 16 đội         |     |     | 3–1 | 0–0 | 1–1 |
| 2  | Mes Kerman | 6  | 3 | 0 | 3 | 13 | 13 | 0  | 9  | Vòng 16 đội         |     | 3–1 |     | 3–1 | 4–2 |
| 3  | Al-Sadd    | 6  | 2 | 2 | 2 | 12 | 9  | +3 | 8  |                     |     | 0–3 | 4–1 |     | 2–2 |
| 4  | Al-Ahli    | 6  | 1 | 2 | 3 | 9  | 16 | −7 | 5  |                     | 2–3 | 2–1 | 0–5 |     |     |

### Bảng E
| VT | Đội                   | ST | T | H | B | BT | BB | HS | Đ  | Giành quyền tham dự |     | SEO | BEI | KAW | MEL |
| -- | --------------------- | -- | - | - | - | -- | -- | -- | -- | ------------------- | --- | --- | --- | --- | --- |
| 1  | Seongnam Ilhwa Chunma | 6  | 5 | 0 | 1 | 11 | 6  | +5 | 15 | Vòng 16 đội         |     |     | 3–1 | 2–0 | 3–2 |
| 2  | Bắc Kinh Quốc An      | 6  | 3 | 1 | 2 | 7  | 5  | +2 | 10 | Vòng 16 đội         |     | 0–1 |     | 2–0 | 1–0 |
| 3  | Kawasaki Frontale     | 6  | 2 | 0 | 4 | 8  | 8  | 0  | 6  |                     |     | 3–0 | 1–3 |     | 4–0 |
| 4  | Melbourne Victory     | 6  | 1 | 1 | 4 | 3  | 10 | −7 | 4  |                     | 0–2 | 0–0 | 1–0 |     |     |

### Bảng F
| VT | Đội                    | ST | T | H | B | BT | BB | HS  | Đ  | Giành quyền tham dự |     | KAS | JEO | CHA | JAY |
| -- | ---------------------- | -- | - | - | - | -- | -- | --- | -- | ------------------- | --- | --- | --- | --- | --- |
| 1  | Kashima Antlers        | 6  | 6 | 0 | 0 | 14 | 3  | +11 | 18 | Vòng 16 đội         |     |     | 2–1 | 1–0 | 5–0 |
| 2  | Jeonbuk Hyundai Motors | 6  | 4 | 0 | 2 | 17 | 6  | +11 | 12 | Vòng 16 đội         |     | 1–2 |     | 1–0 | 8–0 |
| 3  | Changchun Yatai        | 6  | 1 | 0 | 5 | 10 | 7  | +3  | 3  |                     |     | 0–1 | 1–2 |     | 9–0 |
| 4  | Persipura Jayapura     | 6  | 1 | 0 | 5 | 4  | 29 | −25 | 3  |                     | 1–3 | 1–4 | 2–0 |     |     |

### Bảng G
| VT | Đội                     | ST | T | H | B | BT | BB | HS  | Đ  | Giành quyền tham dự |     | SUW | OSA | SAF | HEN |
| -- | ----------------------- | -- | - | - | - | -- | -- | --- | -- | ------------------- | --- | --- | --- | --- | --- |
| 1  | Suwon Samsung Bluewings | 6  | 4 | 1 | 1 | 13 | 4  | +9  | 13 | Vòng 16 đội         |     |     | 0–0 | 6–2 | 2–0 |
| 2  | Gamba Osaka             | 6  | 3 | 3 | 0 | 11 | 5  | +6  | 12 | Vòng 16 đội         |     | 2–1 |     | 3–0 | 1–1 |
| 3  | Singapore Armed Forces  | 6  | 1 | 1 | 4 | 6  | 16 | −10 | 4  |                     |     | 0–2 | 2–4 |     | 2–1 |
| 4  | Henan Construction      | 6  | 0 | 3 | 3 | 3  | 8  | −5  | 3  |                     | 0–2 | 1–1 | 0–0 |     |     |

### Bảng H
| VT | Đội                 | ST | T | H | B | BT | BB | HS | Đ  | Giành quyền tham dự |     | ADE | POH | HIR | SHA |
| -- | ------------------- | -- | - | - | - | -- | -- | -- | -- | ------------------- | --- | --- | --- | --- | --- |
| 1  | Adelaide United     | 6  | 3 | 1 | 2 | 6  | 4  | +2 | 10 | Vòng 16 đội         |     |     | 1–0 | 3–2 | 0–1 |
| 2  | Pohang Steelers     | 6  | 3 | 1 | 2 | 8  | 7  | +1 | 10 | Vòng 16 đội         |     | 0–0 |     | 2–1 | 1–0 |
| 3  | Sanfrecce Hiroshima | 6  | 3 | 0 | 3 | 11 | 11 | 0  | 9  |                     |     | 1–0 | 4–3 |     | 0–1 |
| 4  | Sơn Đông Lỗ Năng    | 6  | 2 | 0 | 4 | 5  | 8  | −3 | 6  |                     | 0–2 | 1–2 | 2–3 |     |     |

## Vòng loại trực tiếp

### Vòng 16 đội
Lễ bốc thăm vòng 16 đội diễn ra vào ngày 7 tháng 12 năm 2009, cùng với lễ bốc thăm vòng loại và vòng bảng. Các trận đấu diễn ra vào ngày 11 và 12 tháng 5 năm 2010.
| Đội 1                   | Tỉ số      | Đội 2                  |
| Tây Á                   | Tây Á      | Tây Á                  |
| ----------------------- | ---------- | ---------------------- |
| Al-Gharafa              | 1–0        | Pakhtakor              |
| Al-Shabab               | 3–2        | Esteghlal              |
| Zob Ahan                | 1–0        | Mes Kerman             |
| Al-Hilal                | 3–0        | Bunyodkor              |
| Đông Á                  |            |                        |
| Seongnam Ilhwa Chunma   | 3–0        | Gamba Osaka            |
| Suwon Samsung Bluewings | 2–0        | Bắc Kinh Quốc An       |
| Kashima Antlers         | 0–1        | Pohang Steelers        |
| Adelaide United         | 2–3 (h.p.) | Jeonbuk Hyundai Motors |

### Tứ kết
Lễ bốc thăm các vòng loại trực tiếp còn lại diễn ra tại Kuala Lumpur, Malaysia vào ngày 25 tháng 5 năm 2010. Theo luật, nếu có hai câu lạc bộ đến từ một quốc gia, họ không thể gặp nhau tại tứ kết. Vì vậy, hai câu lạc bộ Ả Rập Xê Út sẽ khoing được xếp cặp đối đầu nhau ở tứ kết. Tuy nhiên, luật không áp dụng nếu có nhiều hơn hai câu lạc bộ cùng quốc gia. Vì vậy, bốn câu lạc bộ Hàn Quốc có thể gặp nhau tại tứ kết.
Lượt đi diễn ra vào ngày 15 tháng 9, và lượt về diễn ra vào ngày 22 tháng 9 năm 2010.
| Đội 1                  | TTS | Đội 2                   | Lượt đi | Lượt về    |
| ---------------------- | --- | ----------------------- | ------- | ---------- |
| Al-Hilal               | 5–4 | Al-Gharafa              | 3–0     | 2–4 (h.p.) |
| Zob Ahan               | 3–2 | Pohang Steelers         | 2–1     | 1–1        |
| Jeonbuk Hyundai Motors | 1–2 | Al-Shabab               | 0–2     | 1–0        |
| Seongnam Ilhwa Chunma  | 4–3 | Suwon Samsung Bluewings | 4–1     | 0–2        |

### Bán kết
Lượt đi diễn ra vào ngày 5 và 6 tháng 10, và lượt về diễn ra vào ngày 20 tháng 10 năm 2010.
| Đội 1     | TTS     | Đội 2                 | Lượt đi | Lượt về |
| --------- | ------- | --------------------- | ------- | ------- |
| Al-Shabab | 4–4 (a) | Seongnam Ilhwa Chunma | 4–3     | 0–1     |
| Zob Ahan  | 2–0     | Al-Hilal              | 1–0     | 1–0     |

### Chung kết
Trận chung kết diễn ra vào ngày 13 tháng 11 năm 2010 tại Sân vận động Quốc gia, Tokyo, Nhật Bản.
| Seongnam Ilhwa Chunma                          | 3 – 1  | Zob Ahan       |
| ---------------------------------------------- | ------ | -------------- |
| Saša 29' · Cho Byung-Kuk 53' · Kim Chul-ho 83' | Report | Khalatbari 67' |

## Các cầu thủ ghi bàn hàng đầu
Chú thích: Bàn thắng ghi được ở vòng loại không được tính
| Xếp hạng | Cầu thủ                  | Câu lạc bộ              | MD1 | MD2 | MD3 | MD4 | MD5 | MD6 | R16 | QF1 | QF2 | SF1 | SF2 | 0 F 0 | Tổng |
| -------- | ------------------------ | ----------------------- | --- | --- | --- | --- | --- | --- | --- | --- | --- | --- | --- | ----- | ---- |
| 1        | José Mota                | Suwon Samsung Bluewings |     | 1   | 2   | 1   | 1   | 2   | 2   |     |     |     |     |       | 9    |
| 2        | Mauricio Molina          | Seongnam Ilhwa Chunma   | 1   |     |     | 1   |     |     | 2   | 1   |     | 2   |     |       | 7    |
| 3        | Denilson                 | FC Bunyodkor            | 1   | 2   |     |     |     | 2   |     |     |     |     |     |       | 5    |
| 3        | Mohammad Reza Khalatbari | Zob Ahan                |     |     | 1   | 1   |     | 1   |     |     | 1   |     |     | 1     | 5    |
| 3        | Farhad Majidi            | Esteghlal               | 2   |     | 2   |     |     | 1   |     |     |     |     |     |       | 5    |
| 3        | Leandro                  | Al-Sadd                 |     | 3   | 2   |     |     |     |     |     |     |     |     |       | 5    |
| 3        | Flávio                   | Al-Shabab               |     | 2   |     | 2   |     | 1   |     |     |     |     |     |       | 5    |
| 3        | Araújo                   | Al-Gharafa              |     | 1   |     |     | 3   |     | 1   |     |     |     |     |       | 5    |
| 3        | Eninho                   | Jeonbuk Hyundai Motors  |     | 1   |     |     | 2   |     | 2   |     |     |     |     |       | 5    |
| 3        | Mehdi Rajabzadeh         | Mes Kerman / Zob Ahan   | 2   |     |     |     | 1   | 1   |     | 1   |     |     |     |       | 5    |
| 3        | Yasser Al-Qahtani        | Al-Hilal                | 2   | 1   |     | 1   |     |     |     |     | 1   |     |     |       | 5    |